# 송중기
송중기(宋仲基, 1985년 9월 19일 ~ )는 대한민국의 배우이다.
2010년 KBS 청춘 사극물 《성균관 스캔들》로 인기를 얻기 시작했다. 2012년 하반기에 그의 첫 주연 드라마 《세상 어디에도 없는 착한 남자》와 영화 《늑대소년》이 연이어 성공했다. 2015년 5월 26일, 군 복무를 마치고 촬영한 2016년 방영 드라마 《태양의 후예》가 사전 제작 드라마 사상 최고의 인기와 수익을 거두었다.

## 학력
- 대전성모초등학교 (1998년 졸업)
- 한밭중학교 (2001년 졸업)
- 남대전고등학교 (2004년 졸업)
- 성균관대학교 경영학과, 커뮤니케이션학 부전공 (2005학번 / 학사)

## 생애
송중기는 1985년 9월 19일, 충청남도 대덕군 동면 세천리(現 대전광역시 동구 세천동)에서 2남 1녀 중 차남으로 태어났다. 형 송승기, 여동생 송슬기가 있다. 본관은 은진 송씨(恩津)이다.
초등학교 1학년 때부터 쇼트트랙 선수로 활동하였고 전국체육대회에 대전 대표 선수로 3차례 출전하였으나, 중학교 2학년 때 발목 부상으로 인해 선수 생활을 마감했다. 송중기의 초등학교 은사는 방송에서 “송중기는 성격이 명랑하고 재치있어 친구들과 잘 어울렸다. 여학생들한테 인기가 많았다”고 회상했다. 송중기는 중학생 때 전교회장을 도맡았고, 고등학교 재학 시절에는 전교 부학생회장을 맡았으며, 3학년 때에는 모든 과목에서 수(秀)를 받을 정도로 우수한 성적을 받았다. 그는 자신의 진로를 아나운서에서 연기자로 바꾸고 싶었으나, 부모님의 반대로 재수한 끝에 2005년에 성균관대학교 경영학과에 입학하였다. 대학교 2학년 때였던 2006년 1월 8일에 KBS 1TV《퀴즈 대한민국》에 출연하여 준우승을 차지했다. 연예인 데뷔 전에는 아나운서 시험을 준비하기도 했다.

## 경력

### 2008-2010: 초기 경력
송중기는 대학 3학년 무렵에 다시 연기자가 되겠다는 꿈을 키웠고 무작정 연기 학원을 등록해 7개월여 동안 훈련을 받으며 몇몇 작품에 엑스트라로 출연하다가 매니저 김정용에 발탁되면서 연예 기획사인 싸이더스 HQ에 들어갔다. 그는 데뷔 전부터 성균관대학교 얼짱으로 인터넷 상에서 유명하기도 하였는데, 이 당시 일반인을 대상으로 하는 Mnet 《꽃미남 아롱사태》에 출연했다.
2008년 12월 개봉한 영화 《쌍화점》으로 정식 데뷔하였다. 몇 편의 드라마에서 단역을 거친 후 같은 해 드라마 《내 사랑 금지옥엽》에서 막내아들 장진호 역으로 방송에 데뷔하였고, 드라마 《트리플》, 《산부인과》, 영화 《마음이 2》에 출연하였다. 2009년 8월부터 2010년 11월까지 음악 프로그램 《뮤직뱅크》의 진행자를 맡았고, 이후 여러 시상식에서도 진행을 맡았다.
2010년 8월 말에 KBS 2TV에서 방송된 청춘 사극물 《성균관 스캔들》으로 인기를 얻기 시작했다. 이 작품에서 그는 주인공은 아니었지만, 멋부리기 좋아하고 장난기 가득한 자유로운 영혼의 부잣집 도령 구용하 역을 연기하며 단숨에 라이징 스타로 떠올랐고, 각종 드라마, 영화, 예능 및 광고계로부터 많은 섭외 요청을 받았다. 2010년 7월부터 예능 버라이어티 《일요일이 좋다 - 런닝맨》에 10개월여 동안 고정 진행자로 활동했다.

### 2011-2015: 배우로서 성공과 톱스타로 자리매김 및 군복무

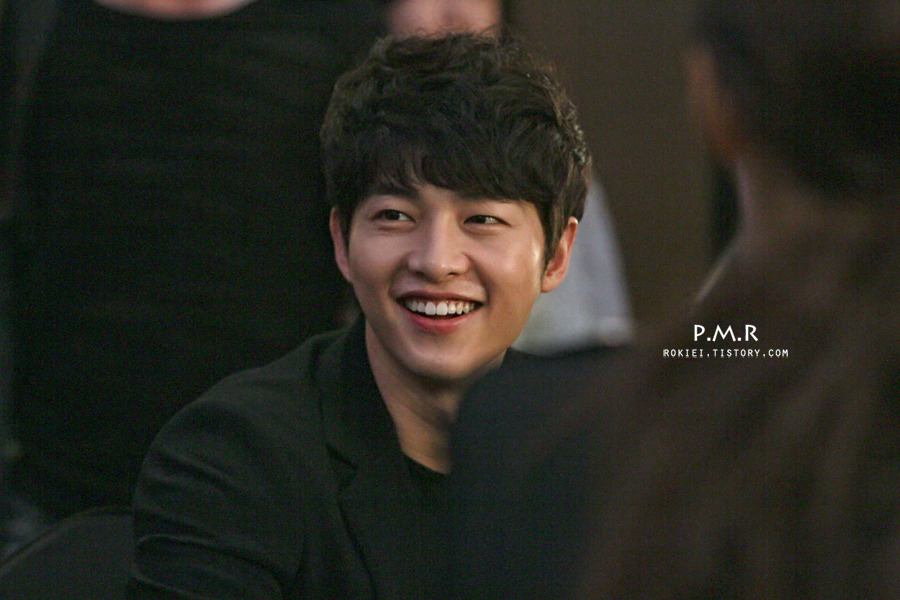
2012년 9월 5일 《세상 어디에도 없는 착한남자》 제작발표회에서 송중기

2011년 10월 초 SBS에서 방송된 팩션 사극 드라마 《뿌리깊은 나무》에서는 세종대왕 역을 연기하는 한석규의 아역이자 극중 초반에 등장하는 젊은 이도 역으로 출연하였다. 같은 해 11월 개봉한 영화 《티끌 모아 로맨스》에서 주연을 맡았고, 애니메이션 《리오》에서는 주인공 블루 역을 더빙했다. 그 해 12월에는 자연 환경 다큐 시리즈 《남극의 눈물》의 내레이션을 맡았다.
2012년 하반기에 방송된 KBS 2TV 수목드라마 《세상 어디에도 없는 착한남자》에서는 자신이 사랑하는 사람을 지키기 위해서 자신의 목숨까지도 내어 놓을 수 있는 강마루 역을 맡아 순수남의 모습에서 나쁜 남자의 모습을 선보였다. 동년 10월 개봉한 영화 《늑대소년》에서는 인간의 외모를 한 늑대인간으로서 한 소녀를 지키기 위해 자신의 모든 것을 희생한 소년을 연기하였고, 이 영화는 관객수 700만 명을 기록했고, 북미와 유럽, 일본 등 동아시아 국가를 비롯한 전 세계 20여개 국에서 동시 개봉한 바 있다.
송중기는 2013년 2월, 5년간 몸담았던 싸이더스 HQ와의 전속 계약이 만료됨에 따라 자신을 발탁한 매니저 김정용이 이사로 있는 블러썸 엔터테인먼트로 소속사를 옮겼다. 그는 병역을 마치기 위해 2013년 8월 27일 제102보충대대에 입소했는데, 연예병사 제도가 폐지된 이후 처음으로 현역 입대한 연예인으로 기록되었다. 2013년 10월 육군 22사단 수색대대에 배치되어 1년 9개월 간의 군 복무를 마치고 2015년 5월 26일에 만기 전역하였다.

### 2016-2017: 태양의 후예로 성공적인 복귀
군 전역 후 약 3년 만의 복귀작으로 KBS가 공사창립으로 기획한 사전 제작 드라마 《태양의 후예》을 선택했다. 이 작품은 그가 전역하기 몇 달 전부터 캐스팅 물망에 올랐고 엘리트 코스를 밟은 특전사 소속 해외 파병팀장 유시진 역을 연기했다. 김은숙 작가가 재난 현장 속에서 꽃 피는 군인과 의사의 사랑 이야기를 그려냈으며, 한국 드라마 최초로 그리스에서 로케이션 촬영을 마쳤고, 한중합작으로 제작되어 중국에서 투자를 받으며 중국 동영상 사이트 아이치이에서 온라인 동시 공개되면서 중국 등 아시아에서 열풍을 일으켰다. 송중기는 제작 발표회에서 “('태양의 후예') 대본을 병장 진급 2개월 앞두고 받았는데, 하지 않을 수 없겠다는 생각이 들더라. 빈 말이 아니라 하게 돼서 영광이었다.”라고 복귀 소감을 말했다. 그는 국내에서도 선풍적인 인기를 끌며 최고 시청률 38.8%를 기록한 이 작품으로 기존 부드러운 이미지에 남성적인 매력을 어필하였고, '완벽남'의 모습으로 폭발적인 인기를 얻었다. 송중기는 2016년 4월 서울을 시작으로 방콕, 베이징, 우한, 광저우, 선전, 홍콩, 청두, 타이페이, 상해까지 3개월 간 진행된 아시아 10개 도시에서 ‘2016 송중기 아시아 팬미팅 투어’를 진행하며, 총 6만 여명의 팬들과 만났다.

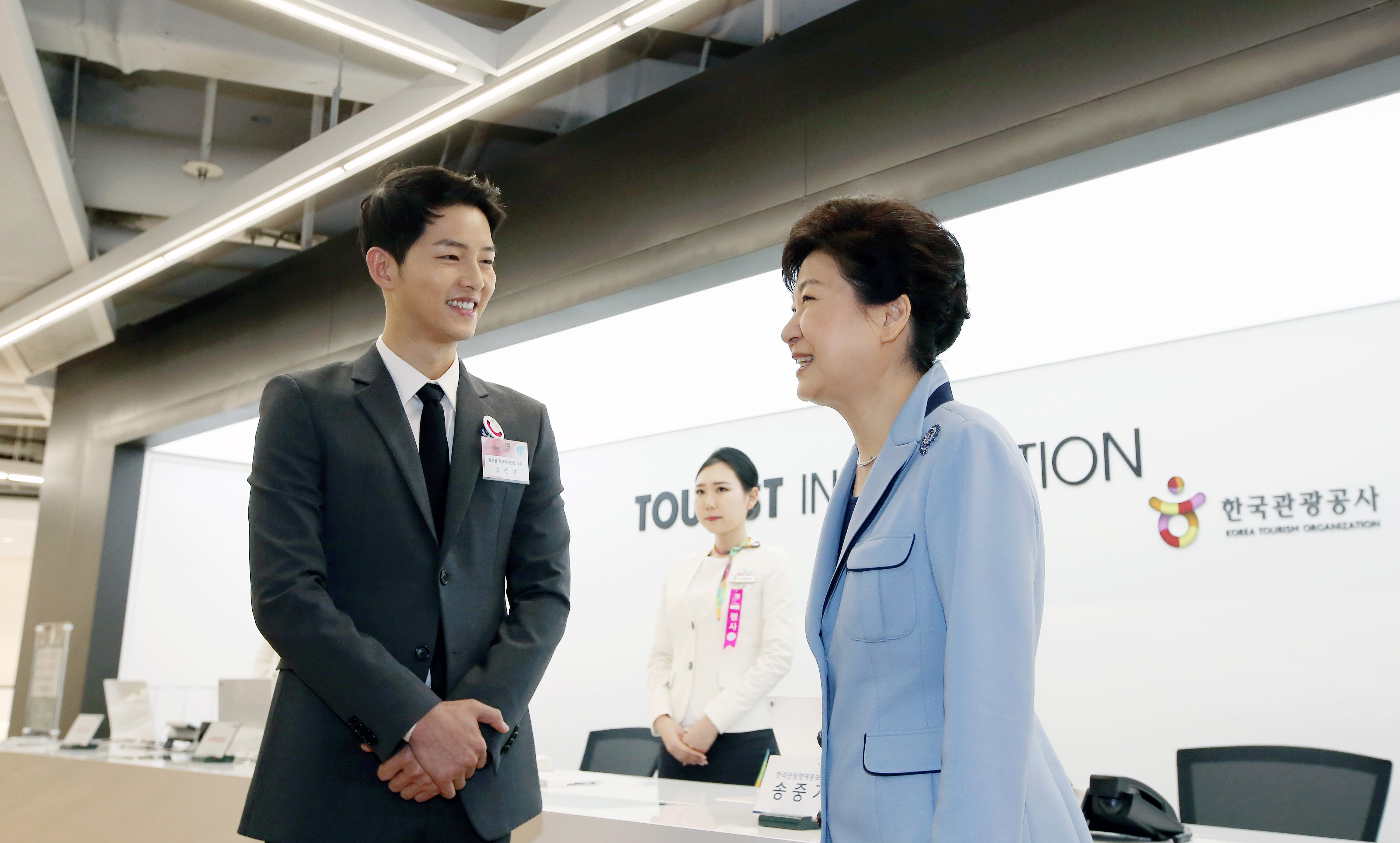
2016년 8월, 케이팝스타일허브에서 송중기

2016년 4월, 송중기는 음악 그룹 빅뱅과 함께 대한민국 문화체육관광부와 한국관광공사가 선정한 '한국관광 홍보 모델'이자 '한국관광 명예 홍보대사'로 위촉되었고, '2016~2018 한국 방문의 해'에 맞춰 대한민국 새 국가 브랜드 ‘크리에이티브 코리아’를 알리기 위한 홍보 활동에 나섰다. 동년 10월에는 드라마 《태양의 후예》로 중국과 동남아 등에 한류의 열풍을 재점화한 공로를 인정 받아 함께 공연한 배우 송혜교와 김은숙 작가와 '대통령 표창'을 수여 받았다. 12월 31일, 송중기는 KBS 연기대상 대상과 아시아 최고커플상, 베스트커플상을 수상하였다.
2017년 상반기 개봉한 류승완 감독의 영화 《군함도》에서 독립 운동의 주요 인사를 구출하기 위해 군함도에 잠입하는 독립군 박무영 역을 연기하며, 황정민, 소지섭과 호흡을 맞췄다.

### 2019-현재: 캐릭터, 시대, 장르의 한계를 뛰어넘는 도전
2019년 태고의 땅 '아스'에서 서로 다른 전설을 써가는 영웅들의 운명적 이야기를 그린 드라마 《아스달연대기》에서 1인 2역에 도전했다. 2019년 12월말 블러썸 엔터테인먼트와 계약이 만료됨에 따라 2020년 1월 iHQ 드라마 사업부를 이끌었던 황기용 대표가 신설한 하이스토리 디앤씨로 소속사를 옮겼다.
2020년 영화 《보고타》 촬영을 시작으로 여름에 영화 《승리호》를 개봉한 뒤 영화 《너와 나의 계절》 촬영에 들어갈 예정이었으나 코로나19 여파로 인해 《보고타》의 해외 로케이션 촬영이 중단됐고, 스케줄이 어그러지면서 결국 영화 《너와 나의 계절》에서 하차하게 된다. 2020년 하반기 일정을 전면 조정하면서 드라마 《빈센조》로 냉혹한 마피아 역할을 맡으며 완벽하게 드라마에 복귀했다.  
코로나19 팬데믹으로 촬영을 중단했던 《보고타》는 기존 촬영 분량을 토대로 전체 프로덕션을 재정비해 2021년 6월 21일부터 한국에서 촬영을 재개했다. 영화 《보고타》 일정을 마무리한 뒤, 2022년 방송한 JTBC 드라마 《재벌집 막내아들》에 출연하였다.

## 결혼
송중기는 2016년에 KBS에서 방영한 드라마 《태양의 후예》에서 호흡을 맞춘 4살 연상의 배우 송혜교와 2017년 10월 31일에 결혼식을 올린다고 2017년 7월 5일 발표했다. 송중기는 이날 오후 자신의 팬 카페 Ki Aile 에 다음과 같은 장문의 글을 남겼다.
| “ | 안녕하세요 송중기입니다. 정말 오랜만에 여러분께 인사드립니다. 이렇게 오랜만에 인사드리게 된 것은 다른 누구보다 가장 먼저 축하 받고 싶은 바람으로 그 어느 때보다 떨리지만 제 진심을 전해 드리고 싶었기 때문입니다. 최근 저를 더 빛날 수 있게 해준 영광스런 작품을 만났고 여러분께서 주신 과분한 사랑 덕분에 그 시간은 제게 너무나도 벅차고 행복한 경험이었습니다. 그 행복했던 시간을 함께한 후 제겐 또 한명의 소중한 친구가 생겼고 서로의 진심을 확인하며 사랑하는 연인이 되었습니다. 2017년 새해 시작과 함께 저희 두 사람은 앞으로의 인생을 함께 하기로 둘만의 약속을 했고 서로의 부족함은 사랑으로 채우고 어려움은 함께 이겨내는 새로운 삶의 시작을 위해 2017년 10월 마지막날 송혜교씨와 결혼식을 올릴 예정입니다. 갑작스런 소식으로 인해 저를 사랑해주시는 많은 팬분들께서 많이 당황하셨을거라 생각됩니다. 저도 하루 빨리 여러분께 제 진심을 전하고 싶었지만, 오로지 저 혼자만의 일이 아닌 두사람, 나아가 가족들의 의견도 모두 소중하기에 여러모로 조심스럽고 신중해야 하는 상황들이었습니다. 많은 분들의 열정과 노력으로 만들어진 영화 개봉을 앞두고 있었고 배우 개인 사안으로 인해 현장에서 열과 성을 다해 작품에 매진한 제작진들에게 혹시나 누가 되지 않을까 조심스러운 것이 사실이었습니다. 부족한 점이 있다면 너그러운 마음으로 이해 부탁드립니다. 인생은 속도가 아니라 방향이라는 말도 들었습니다. 빨리 가느라 지금껏 보지 못했던 풍경과 가치와 사람을 제대로 보면서 여러분들에게 배웠던 마음으로 차근차근 지혜롭게 잘 걸어가겠습니다. 제가 믿는 가치를 여러분도 응원해주셨으면 좋겠습니다. 앞으로도 이 마음 변치 않고 멋진 배우로서, 한 가정의 든든한 가장으로서 살아가겠습니다. 저희 두 사람의 좋은 인연 많이 응원해 주세요. 감사합니다. | ” |
|   | — 엑스포츠뉴스 2017년 7월 5일자 기사 중 |   |

송중기는 2017년 10월 31일, 서특별시 중구 장충동 신라호텔 영빈관에서 송혜교와 결혼식을 올렸다. 하지만 수 개월을 별거하다가 2019년 6월 26일에 송중기가 서울가정법원에 이혼조정신청서를 접수하며 그 해 7월 22일에 이혼이 성립되었다.   
2022년 12월 26일, 영국인 여성 케이티 루이즈 손더스와 열애설이 났다. 2023년 1월 30일에 그의 공식 팬카페를 통해 재혼 소식을 밝혔고, 케이티 루이스 손더스 사이에 1남 1녀를 두었다.

## 저서
- 2010년《피부미남 프로젝트》 (ISBN 9788996198826)[56],